# Jacobus van Lokhorst

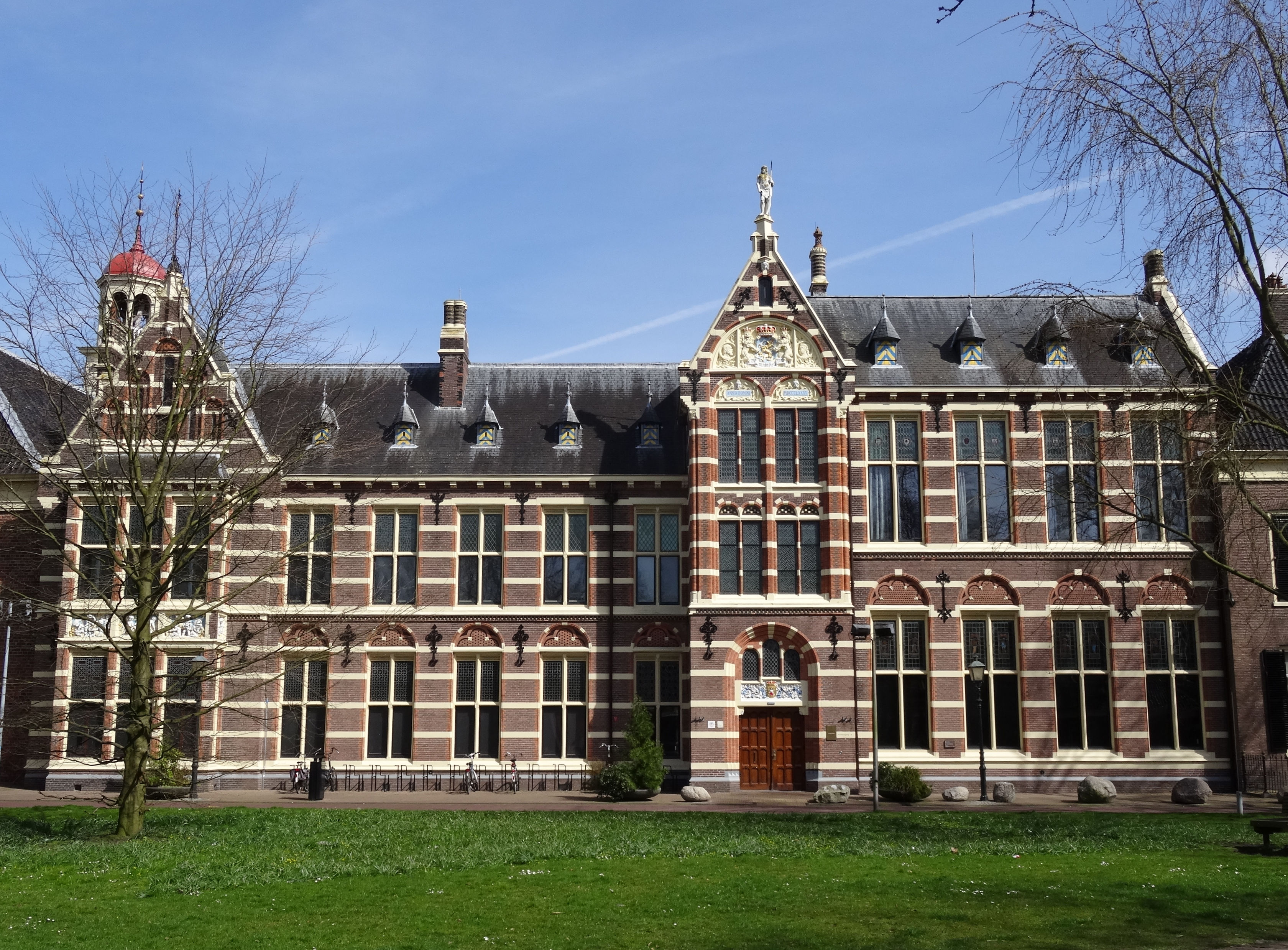
Provinciehuis Drenthe, later Drents Museum

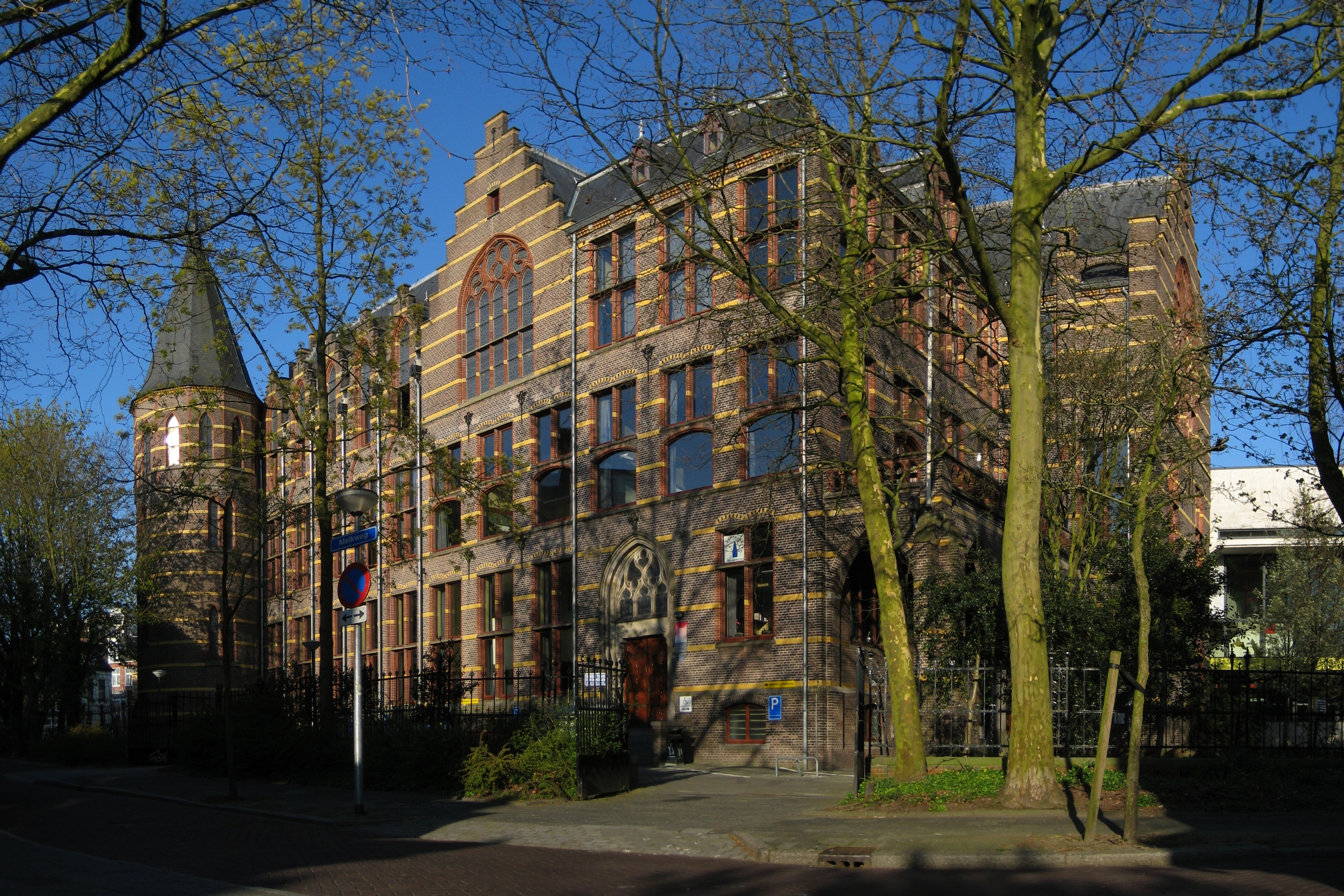
Het Mineralogisch-Geologisch Instituut van de Rijksuniversiteit Groningen (2010)

Jacobus van Lokhorst (Utrecht, 8 juni 1844 - Den Haag, 16 februari 1906) was een Nederlands architect en Rijksbouwkundige.

## Biografie
Van Lokhorst kreeg zijn opleiding aan de Stadsschool van Teken- en Bouwkunst te Utrecht en behaalde daarnaast een diploma als beëdigd landmeter. Hij werkte na zijn opleiding bij de Utrechtse architect Nicolaas Kamperdijk. Hij werd in 1875 rijkstekenaar en ontwerper bij de werken onder beheer van de Genie te Naarden.
Van Lokhorst was van 1878 tot zijn overlijden in 1906 Rijksbouwkundige bij het ministerie van Binnenlandse Zaken. Hij was samen met Pierre Cuypers en Cornelis Peters verantwoordelijk voor de bouw van veel rijksgebouwen in de neorenaissancestijl. De bouwmeesters werkten ook samen, bijvoorbeeld rond de restauratie van het Leidse Academiegebouw, waarbij Cuypers de plannen maakte en Van Lokhorst de restauratie uitvoerde. De architect ontwierp onder andere gebouwen voor het onderwijs, zoals diverse scholen en laboratoria in onder meer Delft, Groningen, Leiden, Wageningen, Utrecht en Maastricht. Zijn latere werk bouwde hij meer in de neogotische stijl.
Hij overleed in het Rooms ziekenhuis in Den Haag. Van Lokhorst was gehuwd met publiciste Hester de Quack en Emmy en Marius van Lokhorst zijn kinderen van hem.

## Selectie van bouwwerken
- 1877 Naarden: Utrechtse Poort
- 1879-1881 Groningen: Statenzaal Provinciehuis
- 1880 Maastricht: Rijkskweekschool ('Hof van Tilly')
- 1881 Maastricht: restauratie Helpoort
- 1881 Groningen: Rijksarchief
- 1881-1883 Den Bosch: Rijksarchief
- 1882-1886 Assen: Gouvernementsgebouw
- 1889-1902 Groningen: Natuurkundig Laboratorium (Physisch Laboratorium der Rijks Universiteit)
- 1890-1892 Utrecht: Laboratorium voor anorganische scheikunde en gezondheidsleer
- 1891-1895 Leeuwarden: Statenzaal Provinciehuis Friesland
- 1891-1902 Delft: diverse gebouwen voor de Technische Universiteit Delft
- 1892 Leiden: uitbreiding Academisch Ziekenhuis
- 1895-1898 Zwolle: uitbreiding Provinciehuis Overijssel
- 1895 Delft: Bacteriologisch Laboratorium der Polytechnische School
- 1895-1898 Leiden: Farmaceutisch laboratorium
- 1896-1898 Leiden: Laboratorium voor Organische Chemie
- 1897-1901 Assen: Rijksarchief (samen met Cornelis Peters)
- 1898-1899 Leiden: Custoswoningen
- 1898-1901 Groningen: Mineralogisch-Geologisch Instituut (Het Kasteel)
- 1899-1910 Leiden: Rijksmuseum van Natuurlijke Historie
- 1905-1907 Den Haag: Gymnasium Haganum
- Medemblik: Rijkskrankzinnigengesticht

- Biografisch Portaal: 65728957
- Digitale Bibliotheek voor de Nederlandse Letteren: lokh002
- International Standard Name Identifier: 0000 0003 8910 1723
- Nederlandse Thesaurus van Auteursnamen: 073276391
- RKD-Nederlands Instituut voor Kunstgeschiedenis: 269167
- Virtual International Authority File: 282420709
- WorldCat: E39PBJqbjcpvfd4VM88qYMbrv3